# John Kirkeby
John Kirkeby ou John Kerby (fl. 1441 - c. anos 1460) foi um cónego de Windsor de 1455 a 1457 e Mestre dos Rolos de 1447 a 1461.

## Carreira
Kirkeby era:
- Prebendário de São Paulo 1449-1451
- Reitor de St Pancras Soper Lane 1450–1452
- Capelão do Rei
- Reitor de Langton (diocese de Lincoln) 1457
- Prebendário de Lincoln 1456-1462

Ele foi nomeado para a oitava bancada na Capela de São Jorge, Castelo de Windsor em 1455 e ocupou a canonaria até 1457.